# دنيس براون
دنيس براون (بالإنجليزية: Dennis Brown)‏ هو مدرب رياضي أمريكي، ولد في 1948.